# Glasnost zvoka
Glásnost zvóka je definirana tako, da povzročita dva tona v ušesu približno enak občutek glasnosti ne glede na frekvenco. Občutljivost ušesa za zvok je približno logaritemsko odvisna od jakosti zvoka, kar je upoštevano pri definiciji glasnosti:
{\displaystyle {\textrm {G}}=10\log _{10}{\frac {j}{j_{0}}}}
Pri tem je j0 najmanjša jakost zvoka, ki jo lahko z ušesom zaznamo. Enota za glasnost je fon.
V Sloveniji je dogovorjena oznaka za glasnost zvoka veliki G, z osnovno enoto decibel.
Zveza med jakostjo in glasnostjo zvoka je v splošnem odvisna od frekvence. Odvisnost jakosti zvoka od njegove frekvence podajajo za poslušanje z obema povprečnima, zdravima ušesoma Fletcher-Munsonove krivulje.
Pogosto najdemo glasnost podano v decibelih (dB). Tako definirano glasnost dobimo, če v enačbo, s katero je določena glasnost, vstavimo j0=10-12 W/m2. To ustreza jakosti zvoka z glasnostjo nič fonov pri frekvenci 1000 Hz. Glasnost, izražena v decibelih, ni odvisna od frekvence zvoka.